# Lass
 (juin 2025).
La mise en forme du texte ne suit pas les recommandations de Wikipédia : il faut le « wikifier ».
Les points d'amélioration suivants sont les cas les plus fréquents :
- Les titres sont pré-formatés par le logiciel. Ils ne sont ni en capitales, ni en gras.
- Le texte ne doit pas être écrit en capitales (les noms de famille non plus), ni en gras, ni en italique, ni en « petit »…
- Le gras n'est utilisé que pour surligner le titre de l'article dans l'introduction, une seule fois.
- L'italique est rarement utilisé : mots en langue étrangère, titres d'œuvres, noms de bateaux, etc.
- Les citations ne sont pas en italique mais en corps de texte normal. Elles sont entourées par des guillemets français : « et ».
- Les listes à puces sont à éviter, des paragraphes rédigés étant largement préférés. Les tableaux sont à réserver à la présentation de données structurées (résultats, etc.).
- Les appels de note de bas de page (petits chiffres en exposant, introduits par l'outil «  Source ») sont à placer entre la fin de phrase et le point final[comme ça].
- Les liens internes (vers d'autres articles de Wikipédia) sont à choisir avec parcimonie. Créez des liens vers des articles approfondissant le sujet. Les termes génériques sans rapport avec le sujet sont à éviter, ainsi que les répétitions de liens vers un même terme.
- Les liens externes sont à placer uniquement dans une section « Liens externes », à la fin de l'article. Ces liens sont à choisir avec parcimonie suivant les règles définies. Si un lien sert de source à l'article, son insertion dans le texte est à faire par les notes de bas de page.
- La présentation des références doit suivre les conventions bibliographiques. Il est recommandé d'utiliser les modèles {{Ouvrage}}, {{Chapitre}}, {{Article}}, {{Lien web}} et/ou {{Bibliographie}}. Le mode d'édition visuel peut mettre en forme automatiquement les références.
- Insérer une infobox (cadre d'informations à droite) n'est pas obligatoire pour parachever la mise en page.

Pour une aide détaillée, merci de consulter Aide:Wikification.
Si vous pensez que ces points ont été résolus, vous pouvez retirer ce bandeau et améliorer la mise en forme d'un autre article.
Lassana Sané, dit Lass, né en 1978 à Mbatal (Sénégal), est un chanteur sénégalais.

## Biographie

### Enfance
Lass a grandi à Mbatal, un village sur la côte dans la région de Dakar, baigné dans la musique. Ses grands frères organisaient en effet des soirées dansantes qui lui font rencontrer différents styles : les musiques afro-cubaines, la rumba congolaise, le reggae.

### Vie privée
Lass est l'oncle de la chanteuse Mariaa Siga.
Il vit en France, en région lyonnaise depuis 2007.

### Carrière
C'est le groupe sénégalais de hip-hop Daara J qui donne à Lass sa première occasion de chanter devant un public. Peu à peu remarqué sur la scène musicale de Dakar, un de ses morceaux passe sur les ondes sénégalaises. Il assure par la suite les premières parties de Tinariwen, de Victor Démé ou de Stephen Marley.
Arrivé en France, il rencontre Bruno Patchworks et contribuera au projet Voilaaa.
Il collabore ensuite avec le duo de musique électronique Synapson (Souba) puis ensemble avec le chanteur Tim Dup pour le titre Toujours.
Après un EP travaillé avec Synapson paru en 2021, Lass publie Bumayé en 2022 sur lequel il chante avec Flavia Coelho et sur la musique de Patrice. Sur son deuxième album, Passeport, il partage des titres avec David Walters et avec le pianiste de jazz cubain Roberto Fonseca.